# Pravčice
Pravčice (en allemand : Prawtschitz) est une commune du district de Kroměříž, dans la région de Zlín, en République tchèque. Sa population s'élevait à 705 habitants en 2025.

## Géographie
Pravčice se trouve à 1 km à l'est du centre de Hulín, à 8 km au nord-est de Kroměříž, à 17 km au nord-ouest de Zlín, à 67 km à l'est-nord-est de Brno et à 236 km au sud-est de Prague.
La commune est limitée par Němčice au nord, par Holešov et Třebětice à l'est, par Hulín au sud et à l'ouest.

## Histoire
La première mention écrite de la localité date de 1261.

## Transports
Le territoire de la commune est traversé d'est en ouest par l'autoroute D1, dont la sortie la plus proche se trouve à Hulín (Hulín-západ).
Par la route, Pravčice se trouve à 9 km de Kroměříž, à 26 km de Zlín, à 74 km de Brno et à 280 km de Prague.